# 앵거스 매클레인
앵거스 매클레인(영어: Angus MacLane, 1975년 4월 13일 ~ )은 미국의 애니메이터로, 픽사에 소속되어 있다. 2016년 《도리를 찾아서》의 조감독을 역임했고, 2022년 《버즈 라이트이어》를 단독 연출했다.